# Heinkel HeS 3
L'Heinkel HeS 3 era un motore aeronautico sperimentale turbogetto, evoluzione di una serie di prototipi ideati da Hans von Ohain e realizzati negli stabilimenti della Ernst Heinkel Flugzeugwerke AG negli anni trenta.
Fu il primo motore turbogetto ad avere un'utilizzazione pratica montato sul prototipo Heinkel He 178 e che per questo detiene il primato di essere stato, il 27 agosto 1939, il primo aereo a getto a volare nella storia dell'aeronautica. Anche se risultò un successo, il motore era dotato di un valore di spinta troppo modesto per poter avere un impiego pratico, ma grazie all'esperienza acquisita fu sviluppato il più potente Heinkel HeS 8A.

## Storia del progetto
Dopo il successo del dimostratore statico Heinkel HeS 1 alimentato ad idrogeno, si passò, nel maggio del 1937 a progettare un combustore  alimentato da combustibile liquido, l'unico ragionevolmente impiegabile (per questioni di ingombri e pesi) in campo aeronautico.
Nel settembre del 1938, Max Hahn, il meccanico che costruì i primi prototipi di von Ohain, propose di ripiegare in avanti il combustore sfruttando la zona inutilizzata davanti al compressore centrifugo, in modo da mantenere la compattezza del precedente prototipo ad idrogeno ma con una lunghezza della camera di combustione sufficiente a permettere la vaporizzazione del combustibile senza eccessive perdite di pressione totale.
La prima versione, HeS 3A, pronta all'inizio del 1939 non fu all'altezza delle aspettative. Con un compressore radiale di dimensioni ridotte per contenere gli ingombri, non era in grado di generare la spinta richiesta (compresa tra 4,4 e 4,9 kN) fermandosi a 3,5 kN. Venne provata in volo installata come motore ausiliario su un Heinkel He 118, ma dopo pochi voli di prova bruciò la turbina. Fu quindi profondamente rivista l'aerodinamica del diffusore del compressore centrifugo e gli statori della turbina con la seconda versione (HeS 3B) completata nella primavera del 1939. Nei primi giorni di agosto del 1939, la nuova versione raggiunse la spinta richiesta.

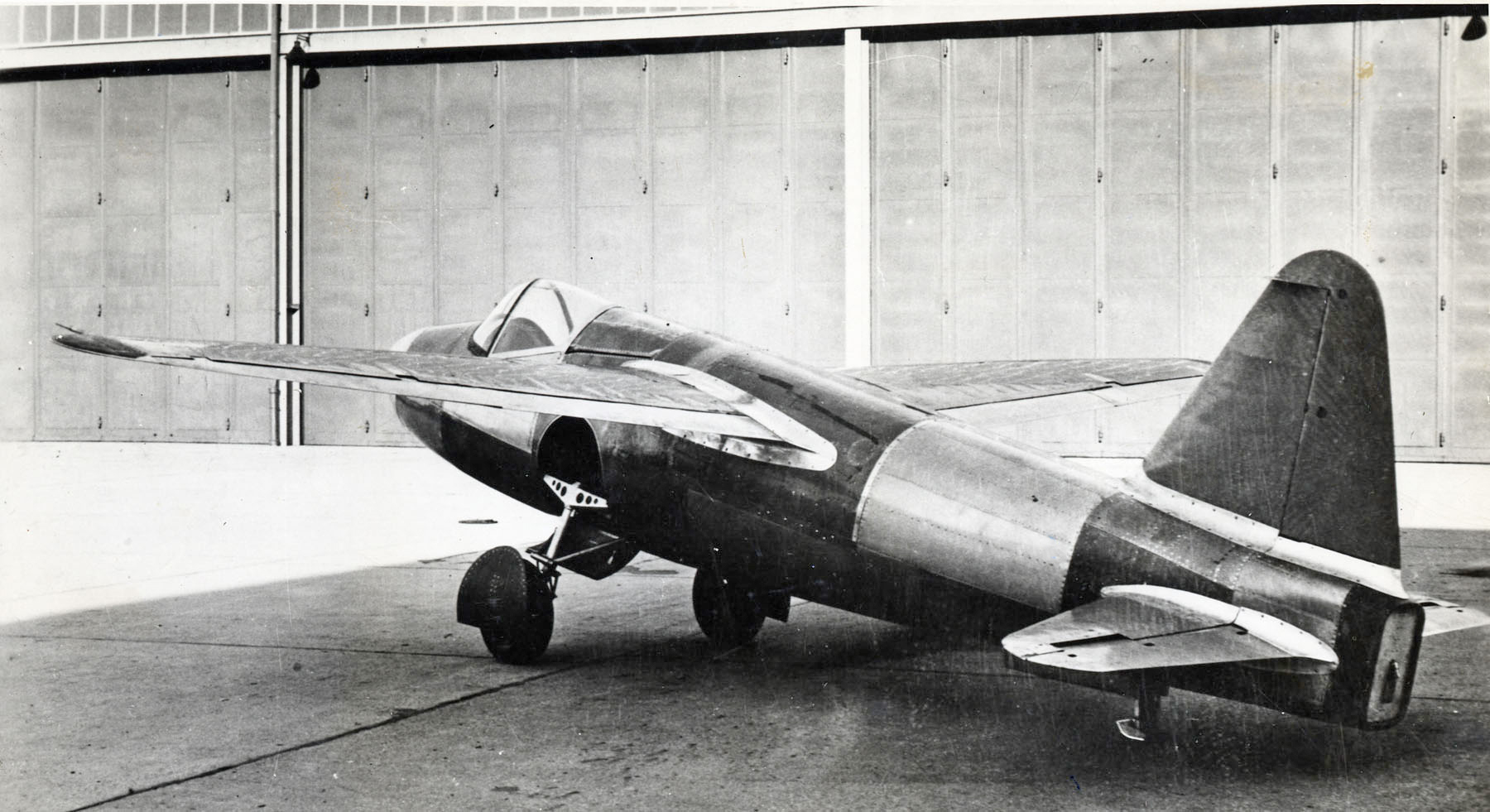
L'Heinkel He 178, uno degli aerei che utilizzavano il motore a turbina Heinkel HeS 3

Il 27 agosto 1939, con ai comandi il pilota collaudatore della Heinkel Erich Warsitz (che due mesi prima aveva portato in volo il primo aereo con motore a razzo l'Heinkel He 176), decollò il primo aereo spinto da un turbogetto, l'Heinkel He 178.
Le prove continuarono e il primo novembre 1939 (due mesi dopo l'ingresso della Germania nella seconda guerra mondiale) venne organizzata una dimostrazione operativa dell'He 178 davanti agli ufficiali del Reichsluftfahrtministerium (RLM) nella speranza di ottenere fondi per lo sviluppo di un motore più grande, ma senza riuscire a suscitare entusiasmi. Solo successivamente, il funzionario del RLM Helmut Schelp approverà i finanziamenti per un nuovo motore, l'Heinkel HeS 8A.
L'evoluzione dell'HeS 3, comunque, continuò e verso la fine del 1939 fu studiata una versione con una spinta maggiorata, denominata Hes 6, ma il suo peso venne considerato eccessivo e lo sviluppo ulteriore fu abbandonato.

## Tecnica
L'HeS 3 riprendeva in pieno lo schema costruttivo del precedente HeS 1, da cui si discostava per il compressore di diametro inferiore per mantenere un ingombro trasversale accettabile e per il tipo di combustibile impiegato.

### Compressore
Per ridurre le perdite in ingresso e aumentare il rapporto di compressione, fu previsto uno stadio di compressore assiale (inducer) costituito da otto palette che premetteva di ridurre il numero di Mach relativo in ingresso allo stadio centrifugo e, conseguentemente, la curvatura delle sue sedici palette.

### Camera di combustione
Il problema principale che von Ohain incontrò nella progettazione dei suoi motori fu relativo al disegno della camera di combustione. A differenza delle camere di combustione delle coeve turbine a gas usate nella generazione di energia elettrica, un combustore aeronautico è soggetto a stringenti limiti nella potenza specifica del focolare (ovvero la quantità di calore prodotto al secondo in rapporto al volume del combustore). La necessità di ottenere grandi potenze termiche in un ridotto spazio, dell'ordine di 30-40 MW/(m³·bar), rese indispensabile un nuovo approccio al problema. Nel precedente dimostratore HeS 1, l'impiego di idrogeno consentiva di evitare la parte relativa all'evaporazione ed atomizzazione del combustibile liquido. In più, il potere calorifico dell'idrogeno per unità di massa è di 2,7 volte maggiore a quello dei combustibili liquidi aeronautici, con il risultato di ottenere una camera di combustione molto compatta e condizioni di funzionamento regolare in un ampio spettro di condizioni operative.
Nel corso delle prove per la camera di combustione dell'HeS 3, il combustibile liquido venne immesso prima in forma già gassosa, e, successivamente, atomizzato in piccole goccioline. A complicare il problema si aggiungeva la necessità di ottenere zone dove la concentrazione dei reagenti (aria e combustibile) fosse a titolo stechiometrico, che per i combustibili liquidi aeronautici ha un range abbastanza limitato, e l'introduzione di corpi tozzi aerodinamici per "ancorare" la fiamma migliorandone la stabilità. In più, la temperatura di fiamma che si ottiene (molto superiore a quella di fusione dei componenti del combustore) rese necessario studiare metodi di diluizione della "zona primaria" (quella dove la combustione deve avvenire con un rapporto vicino allo stechiometrico) con l'aria che non partecipa alla combustione in modo da raffreddare le pareti del combustore impedendone la fusione. La temperatura media dei gas di scarico in uscita dal combustore di progetto era fissata in 970 K (697 °C).
Il risultato fu l'allungamento della camera di combustione che, grazie all'intuizione di Max Hahn, per mantenere la compattezza del motore venne ripiegata in avanti, nello spazio antistante il compressore centrifugo. La camera di combustione di tipo anulare era costituita da diversi setti che convogliavano i diversi flussi di aria nelle rispettive zone di combustione o raffreddamento e miscelazione dei prodotti di combustione. I vaporizzatori di combustibile dei sedici bruciatori erano riscaldati dalla fiamma stessa. Le pareti ed i setti della camera di combustione, così come i tubi di vaporizzazione ricavati mediante fresatura, erano costruiti in una lega di acciaio resistente alle alte temperature contenente il 38% di nichel. Per garantire condizioni omogenee nella camera di combustione, le linee di alimentazione del combustibile furono disegnate in modo da porre tutti i bruciatori alla medesima distanza dalla pompa di alimentazione.

### HeS 6
L'ultima evoluzione dell'HeS 3B portò all'HeS 6 che sviluppava una spinta di 5,4 kN a 13300 giri al minuto con lo stesso consumo specifico dell'HeS 3. Sebbene il motore in sé non avesse problemi, la sua integrazione con la cellula dell'He 178 fu difficoltosa a causa dell'interferenza con il carrello di atterraggio. Le prestazioni del velivolo così modificato furono giudicate insoddisfacenti e lo sviluppo dell'He 178 e del suo motore fu abbandonato.

## Versioni
- HeS 3A - prima versione da 3,5 kN di spinta provata come motore ausiliario su un Heinkel He 118
- HeS 3B - versione migliorata da 4,4 kN di spinta ed installata sul velivolo Heinkel He 178
- HeS 6 - versione da 5,4 kN di spinta e 420 kg di peso provata sull'He 178

## Velivoli utilizzatori
Germania
- Heinkel He 178